# Hans Fritzsche
Hans George Fritzsche, conhecido como Hans Fritzche (Bochum, 21 de abril de 1900 – Köln, 27 de setembro de 1953) foi um alto oficial nazista, segundo homem no Ministério da Propaganda (Propagandaministerium) do III Reich, abaixo de Joseph Goebbels.
Nascido na área da bacia do Ruhr, na Alemanha, Fritzsche serviu ao exército alemão na I Guerra Mundial aos 17 anos, a partir de 1917. Após a guerra ele estudou brevemente  em diversas universidades até se tornar jornalista do grupo Hugenberg Press e se envolver com o novo meio de comunicação de massa, o rádio, trabalhando para o governo alemão; em setembro de 1932 foi nomeado chefe do serviço de notícias.
No ano seguinte, Fritzsche entrou para o Partido Nazista. Sob o comando de Joseph Goebbels continuou a trabalhar na rádio do governo até ser promovido a ministro do setor de notícias. Em maio de 1938, passou a vice-diretor da Divisão de Imprensa Alemã, responsável pelo controle do noticiário no país, da qual viria a ser diretor chefe. 
Com o controle total do ministério da propaganda e dos serviços noticiosos da Alemanha passando às mãos pessoais de Joseph Goebbels a partir de 1942, ele retornou ao serviço de rádio como chefe da divisão de rádio do ministério.
Em 2 de maio de 1945,  foi preso pelos soviéticos em Berlim e levado a julgamento em Nuremberg, como maior autoridade do departamento de propaganda e jornalismo do Reich em lugar do ausente suicida Goebbels. Foi acusado de crimes contra a humanidade e crimes de guerra, mas foi inocentado, sendo um dos três únicos réus nazistas que saíram livres de Nuremberg. Entretanto, foi depois acusado por outros crimes menores e condenado a nove anos de prisão. Libertado em 1950, morreu de câncer em 1953 na cidade de Köln.